# Andreyas
Andreyas, död 1430, var kejsare av Etiopien mellan 1429 och 1430.